# Bongandanga (territoire)
Le territoire de Bongandanga est une entité administrative déconcentrée de la province de la Mongala en république démocratique du Congo. Le territoire de Bongandanga est dirigé par madame Annie Bofamba

## Secteurs
Le territoire de Bongandanga est divisé en 4 secteurs :
- Bongandaga : 15 groupements de 107 villages
- Boso-Djanoa : 15 groupements de 123 villages
- Boso-Melo : 18 groupements de 77 villages
- Boso-Simba : 19 groupements de 161 villages

boso djanoa

## Démographie
| 1994    | 2004    |
| ------- | ------- |
| 219 231 | 325 026 |